# 李棡
李棡，字宗海，浙江寧波府鄞縣人。明朝末年政治人物。

## 生平
天啓四年（1624年）甲子科浙江鄉試第八名舉人，崇禎十年（1637年）丁丑科進士。兵部觀政，十一年六月授廣東潮陽縣知縣，有惠政，十六年皇帝召見，改永清縣。縣再被兵，村落蕭然，棡還定安集之。魯王時，授禮部主事，尋歸。順治五年（1648年），有告四明大族多懷貳者，名捕百余人，棡与高斗枢實為之首，以無驗得解出狱，後尋卒。

## 家族
曾祖李循义，癸未进士，御史，祀乡贤；祖李生威，举人，凤阳府推官，祀乡贤；父李德升，太学生，永平府参军。